# Еміль Клаус
Еміль Клаус (нід. Emile Claus; 27 вересня 1849, Варегем — 14 червня 1924, Дейнзе) — бельгійський художник, один з головних представників імпресіоністського живопису в Бельгії і основоположник лумінізму.

## Життя та творчість
Еміль Клаус народився в багатодітній родині сільського крамаря. Вчитися малюванню почав у місцевій художній школі. За порадою композитора Петера Бенуа, Клаус в 1869 році вступає в антверпенську Академію витончених мистецтв, де вивчає портретний, історичний і пейзажний живопис. У 1874 році він закінчує навчання в Академії. У 1875 році художник з успіхом виставляє свої роботи в Генті, і в 1876 — в Брюсселі.
У ранній період своєї творчості Клаус займається в основному портретним і жанровим живописом. Він пише в реалістичній манері, переважно в темних тонах, і використовує соціальну тематику (напр. полотно Багатство і бідність (1880)). У 1879 році художник здійснює подорож по Іспанії, Марокко і Алжиру. У 1882 відбувся його дебют на Паризькому Салоні, де Клаус представляє свою картину Бій півнів у Фландрії (1882). Починаючи з цього моменту він провадить багато часу в Парижі, особливо взимку, і підпадає під творчий вплив французького художника Бастьєн-Лепажа, який також писав на соціальні теми в реалістичній манері.
З приходом фінансового достатку в 1883 художник купує на батьківщині віллу Zonneschijn (Сонячне сяйво). У 1886 він одружується на Шарлотті Дюфо, доньці нотаріуса з сусіднього Дейнзе. У цей період Клаус малює в основному пейзажі рідної природи, витримані в реалістичному стилі. Під час життя в сільській місцевості він підтримує дружні відносини і веде жваве листування з художником Альбіном ван ден Абеле, скульптором Константеном Меньє, письменниками Сирілом Бейссе і Емілем Верхарном. Завдяки ним, а також художникові Анрі Ле Сідані, Клаус відкриває для себе таке явище, як французький імпресіонізм. Знайомство з працями імпресіоністів змінює і живопис самого Е.Клауса — його фарби стають світлішими і теплими: він приділяє більше уваги взаємодії світла і тіні, завдяки чому формальні питання відступають на другий план (Зимородки (1891)). Серед французьких імпресіоністів особливий вплив на живопис Е. Клауса здійснив Клод Моне. У працях обох художників схожою є не тільки колірна гамма, але і навіть практично однаковий підбір сюжетів для своїх полотен (в лондонський період). Постійний пошук нових форм вираження і світлові експерименти зробили Клауса безпосереднім попередником такої течії в живописі Бельгії, як лумінізм. У Парижі Клаус також приятелює з відомими діячами культури, серед яких письменники Еміль Золя і Моріс Метерлінк.
Впритул до початку Першої світової війни художник підготував чимало учнів, в їх числі були Анна де Верт, Роберт Хаттон Монкс, Торадзіро Кодзіма, Жорж Моррен, Леон де Смет та інші. У листопаді 1893 він вступає в художню групу Union Artistique. Її метою було — як і у аналогічних груп французьких імпресіоністів — організація виставок і продаж картин. Крім цього, роботи Клауса з'являються на виставках брюссельської спілки художників La Libre Esthétique в 1896 році і на Берлінському сецесіоні. У 1904 Клаус створює, спільно з художником Жоржем Бейссе, групу Vie et Lumière, в яку пізніше вступають такі художники, як Джеймс Енсор, Вільям Дегув де Нункве і Адріан Хейманс.
Впритул до Першої світової війни Клаус багато подорожує — він неодноразово відвідує Париж, Нідерланди; в 1907 році здійснює поїздку по США, в 1914 — на Лазурний берег Франції. Перед самим вступом німецьких військ в 1914 році в його рідне містечко художник встигає емігрувати в Англію. Тут він живе в Лондоні, в будинку на березі Темзи. Основною темою для творчості майстра в роки вигнання була ця лондонська річка. Картини Е. Клауса з пейзажами Темзи, написані в постімпресіоністській манері, були дуже успішні як у Лондоні, так і в Брюсселі після війни.
По закінченню військових дій Клаус повертається на свою віллу в Астені. Тут він помер в 1924 році і був похований в своєму саду. На могилі майстра був встановлений мармуровий пам'ятник роботи Жоржа Мінне.
Еміль Клаус є одним з найважливіших представників бельгійського імпресіонізму. Він був одним з тих художників, який сам визначав розвиток образотворчого мистецтва в Бельгії. З 1905 року він — член Антверпенської Академії мистецтв. Був нагороджений різними орденами, в тому числі бельгійським орденом Леопольда, був кавалером ордена Почесного легіону (з 1904 року).

## Галерея

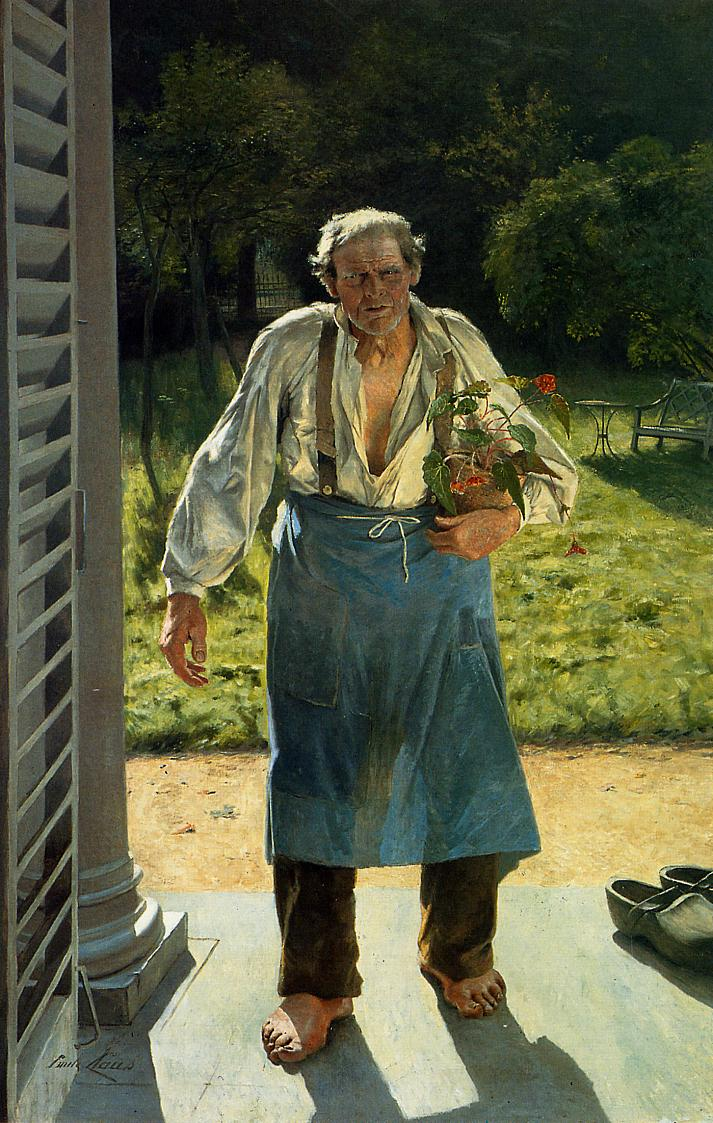
Старий садівник (1885)
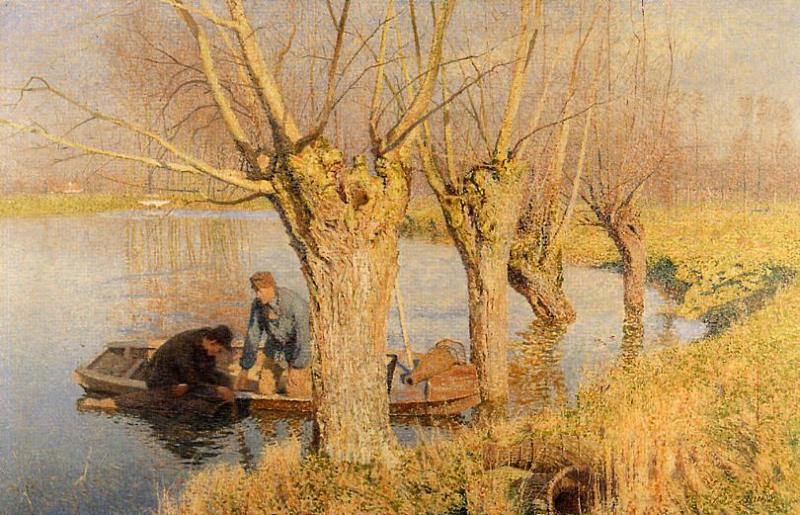
Підготовка мережі (1893)
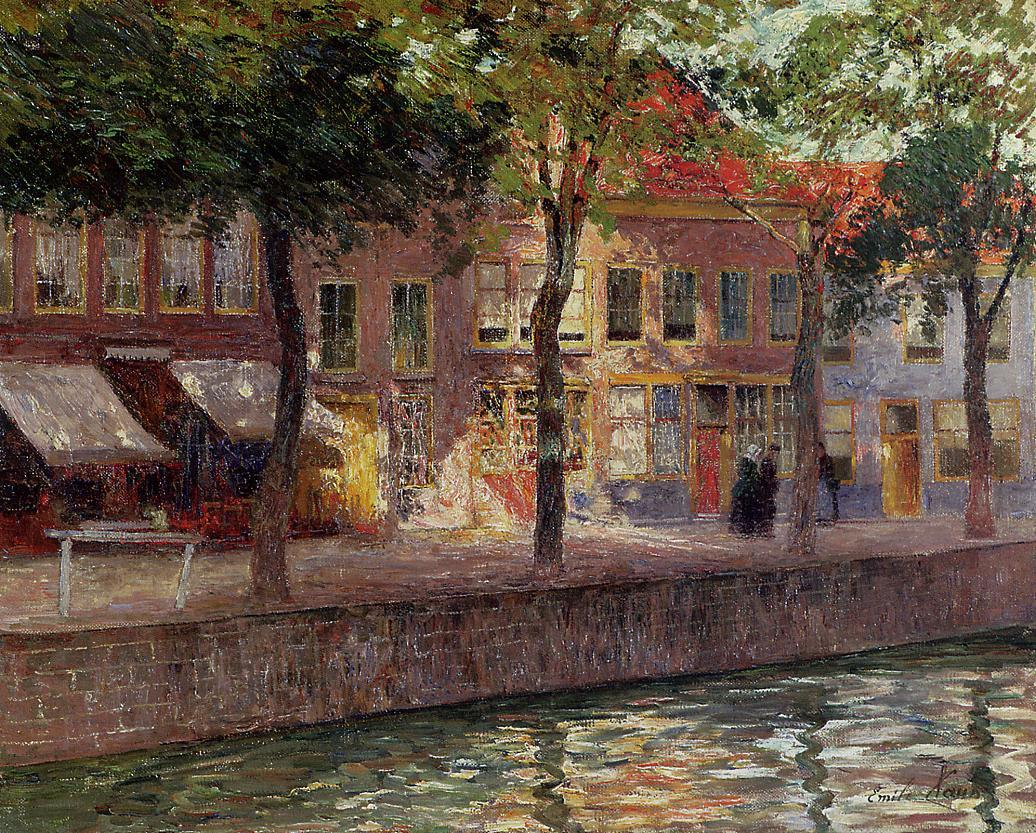
Канал в Зеландії (1896—1899)
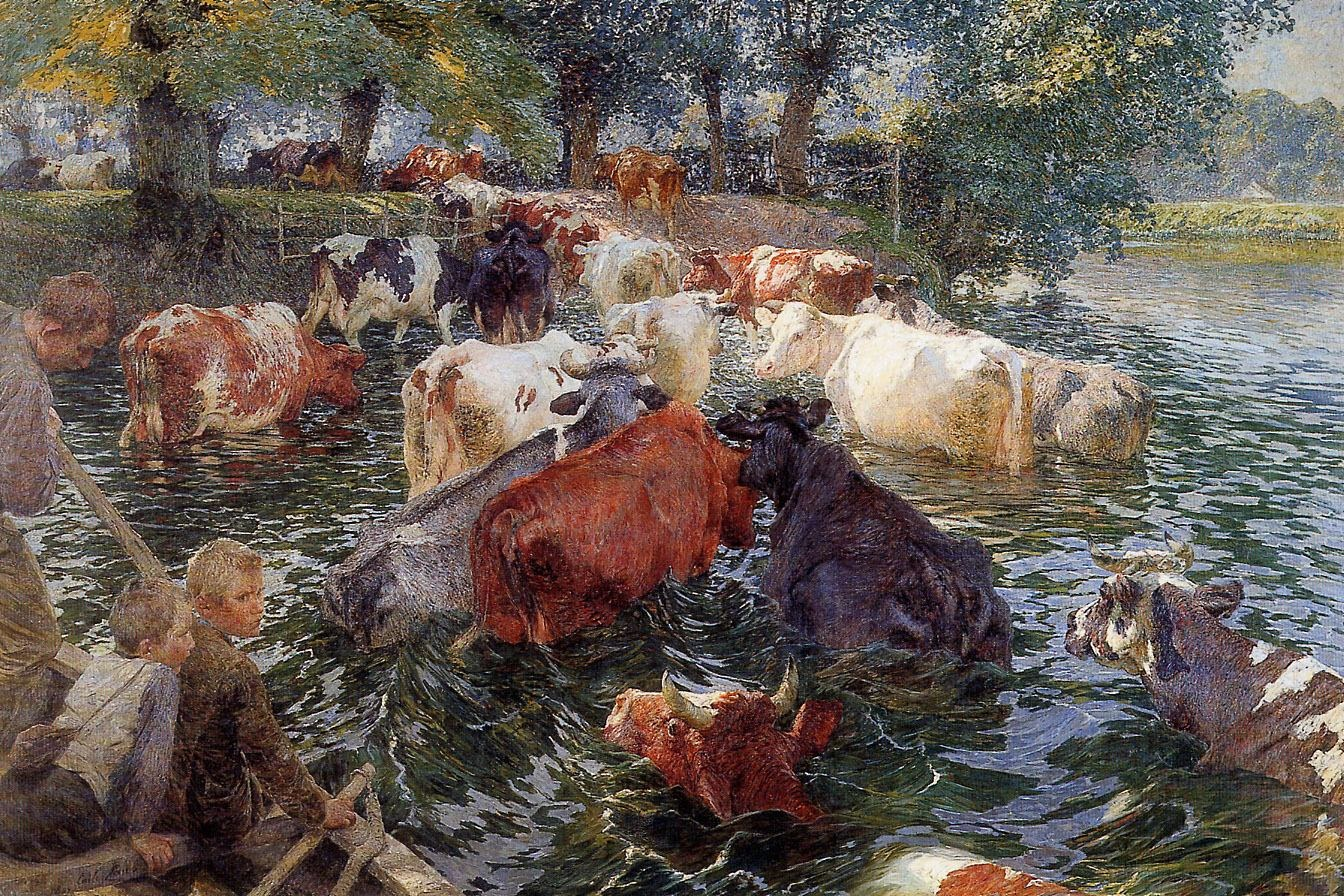
Корови, що переходять Лис (1899)
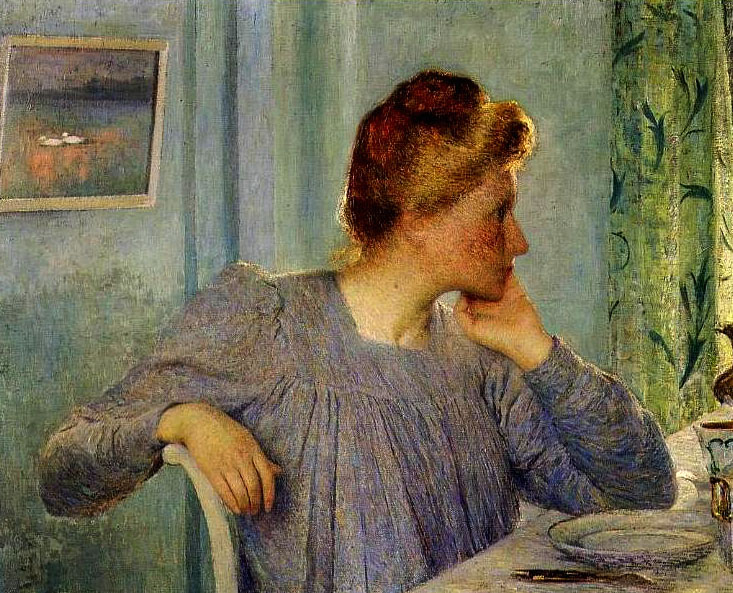
Портрет дружини (1900)
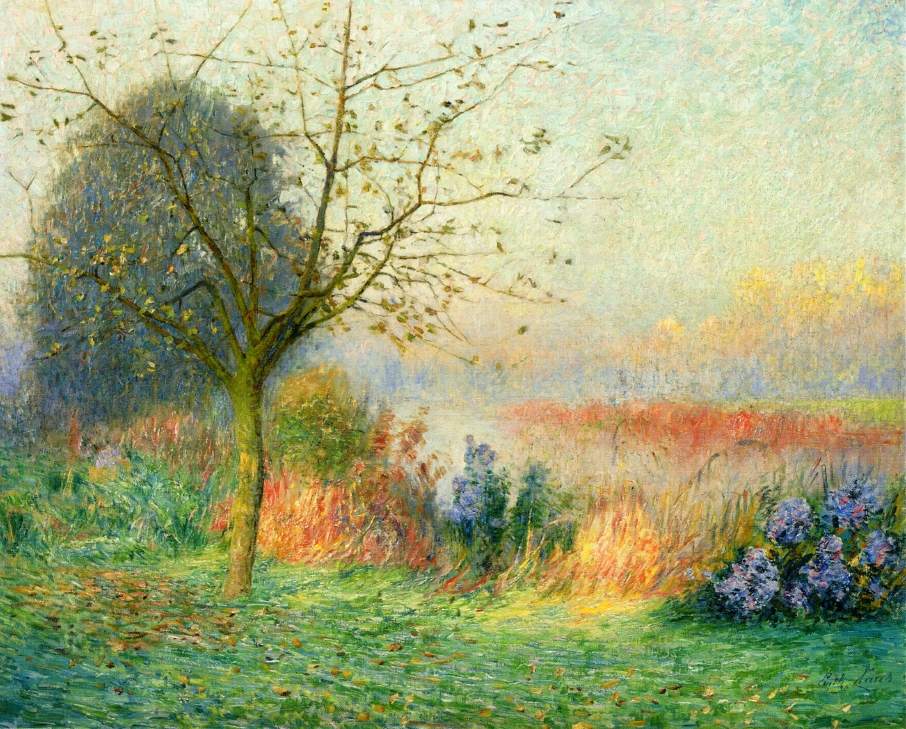
Жовтневий ранок на Лисиці (1901)
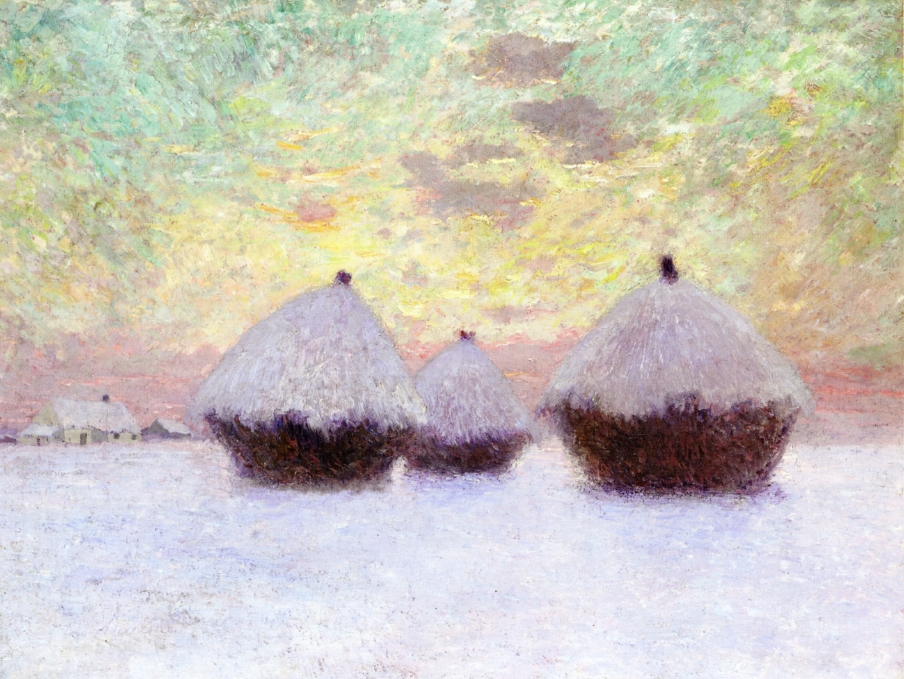
Снопи сіна в снігу (1904)
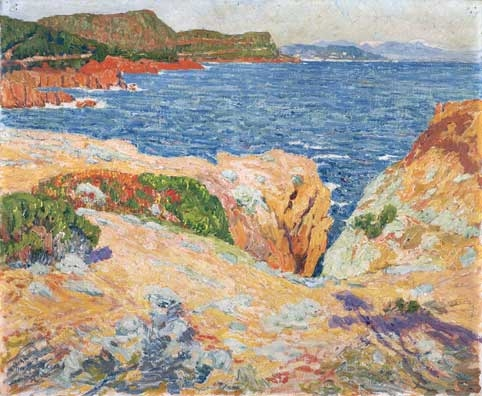
Полудень в Есерелі (1914)
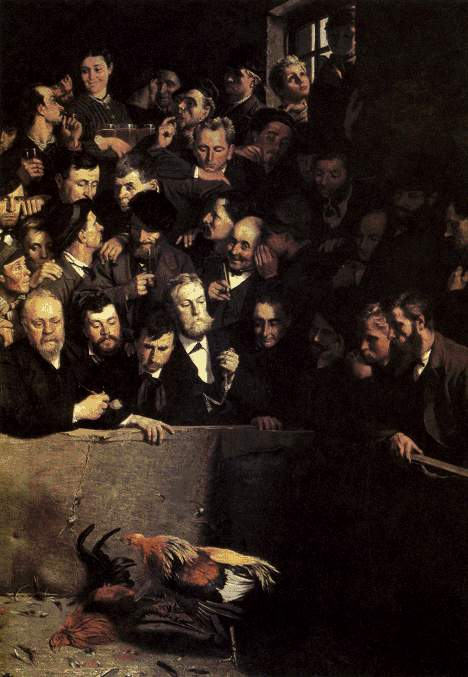
Бій півнів у Фландрії (1882)
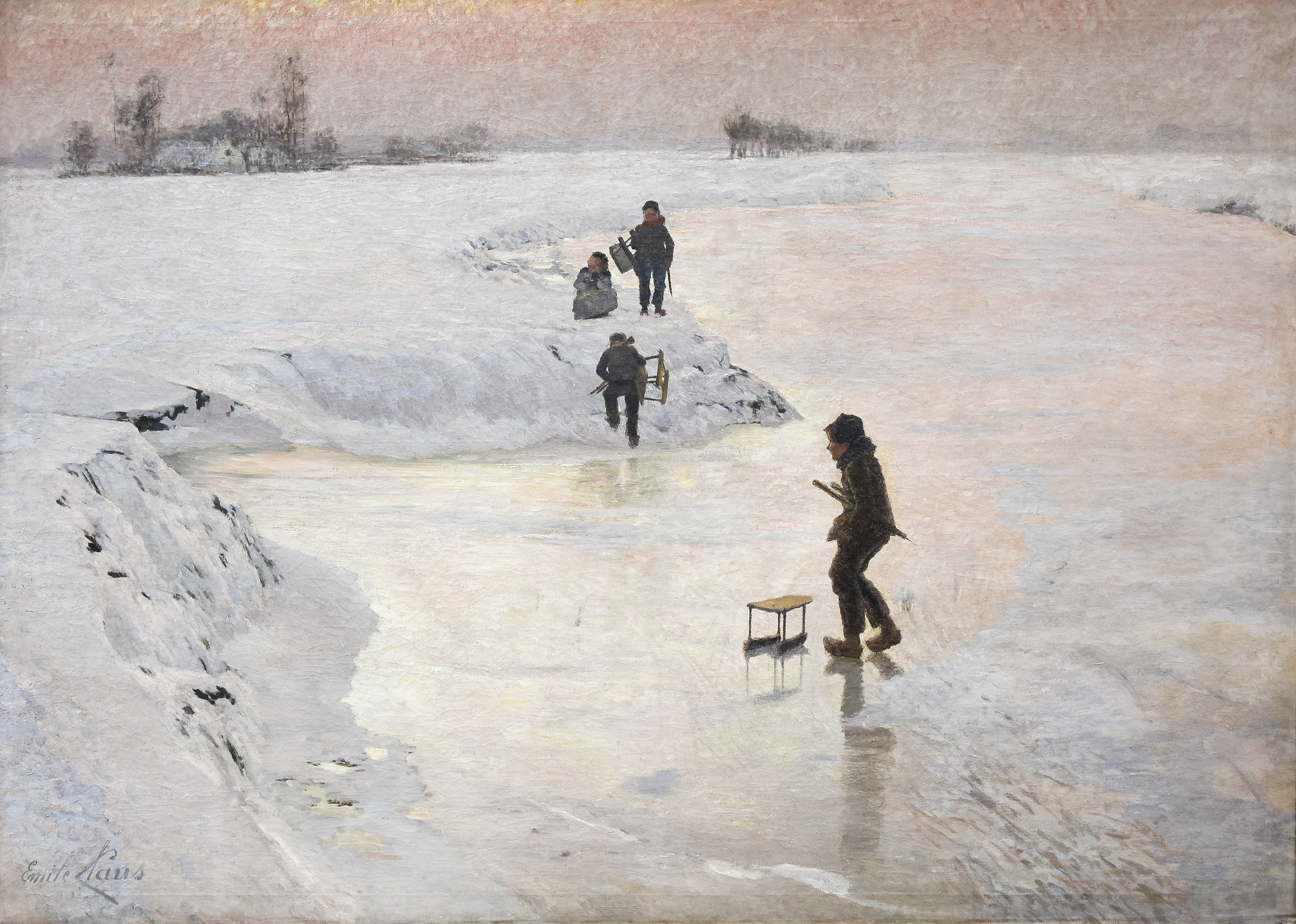
Зимородки (1891)
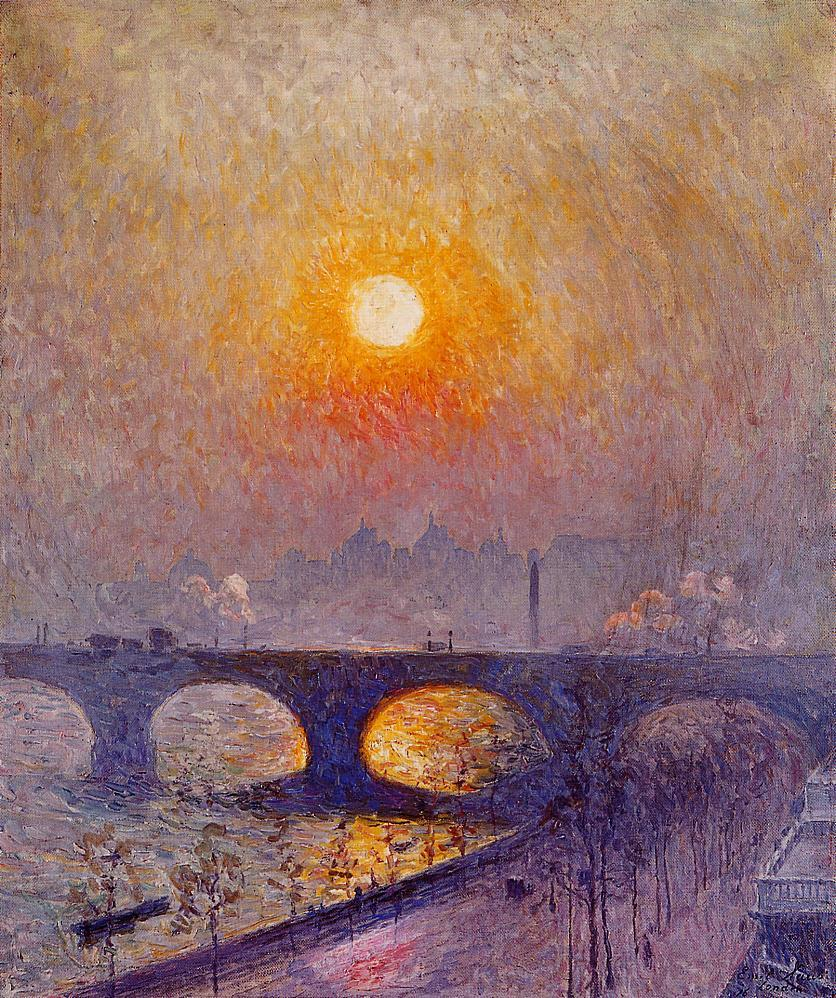
Схід сонця над мостом Ватерлоо (1916)
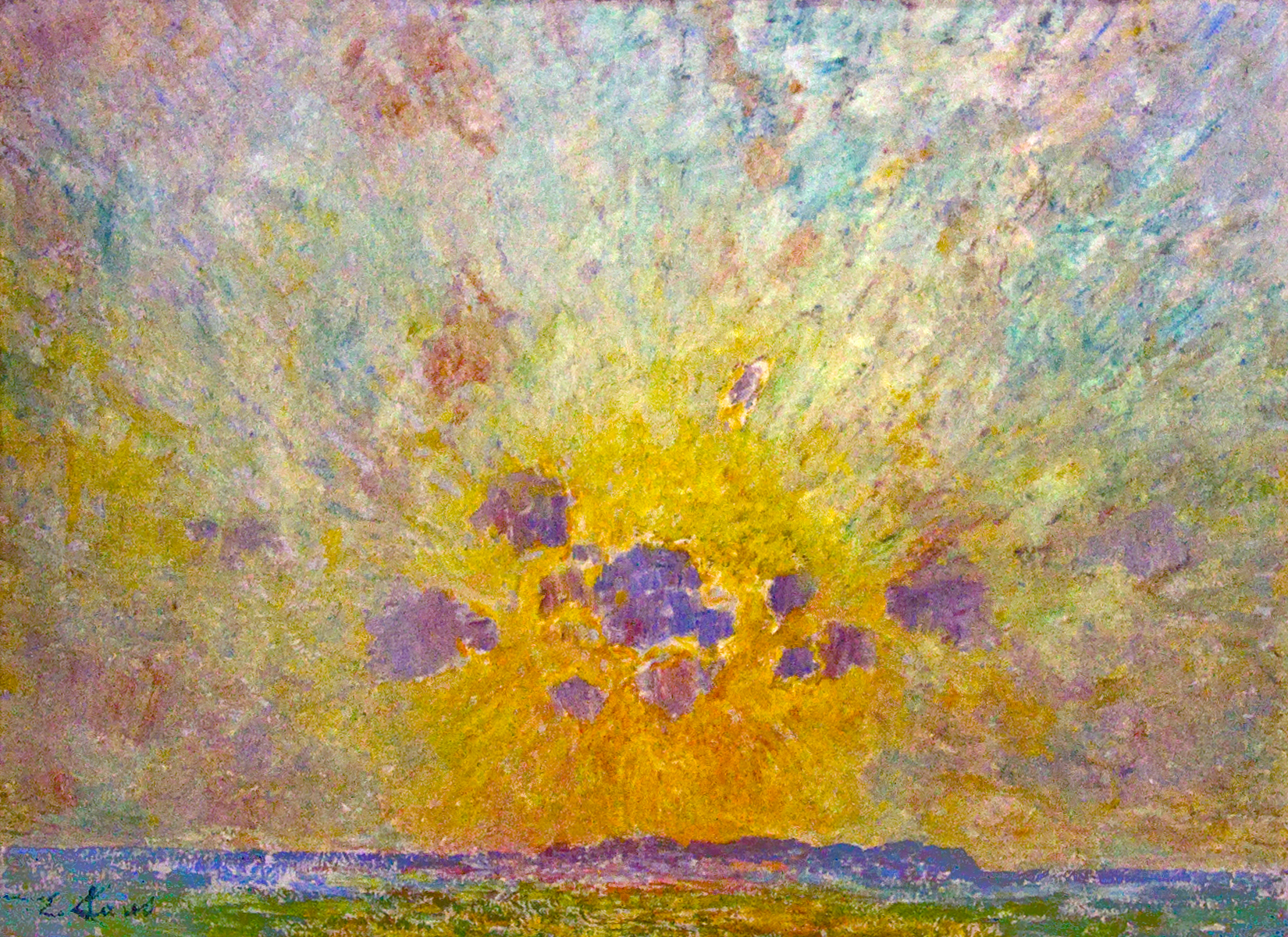
Сонячне золото (1905)
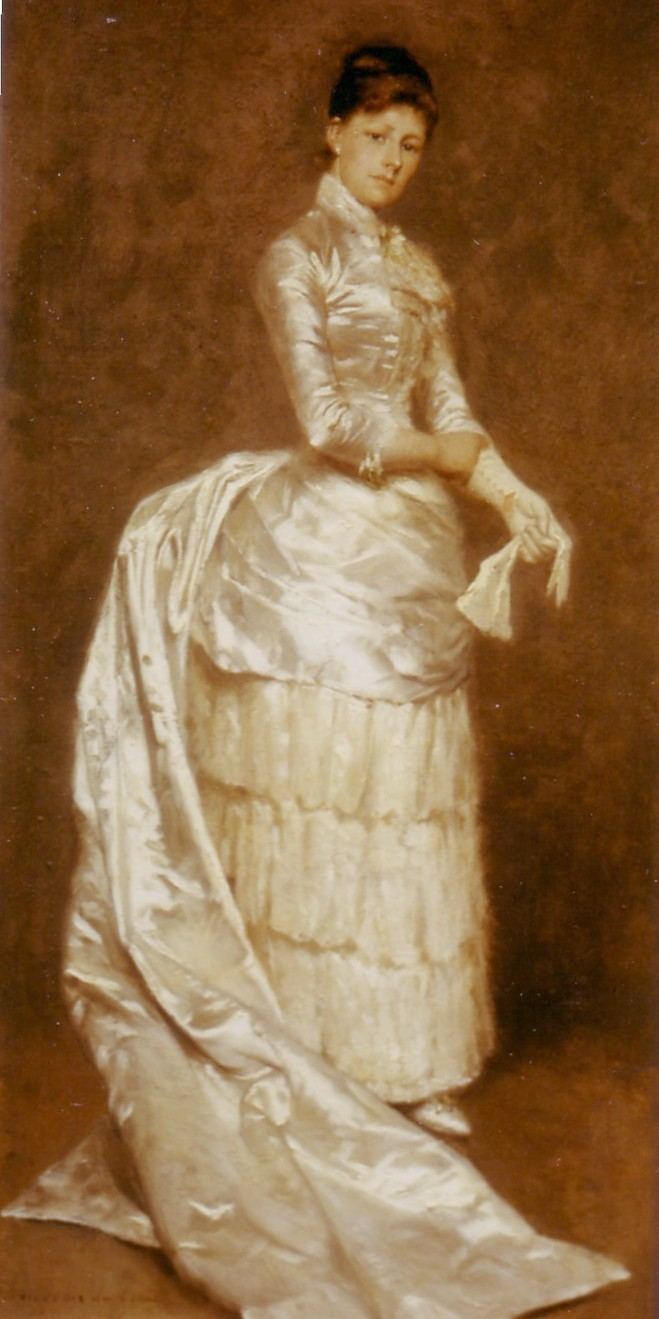
Шарлотта Дюфо (портрет дружини)
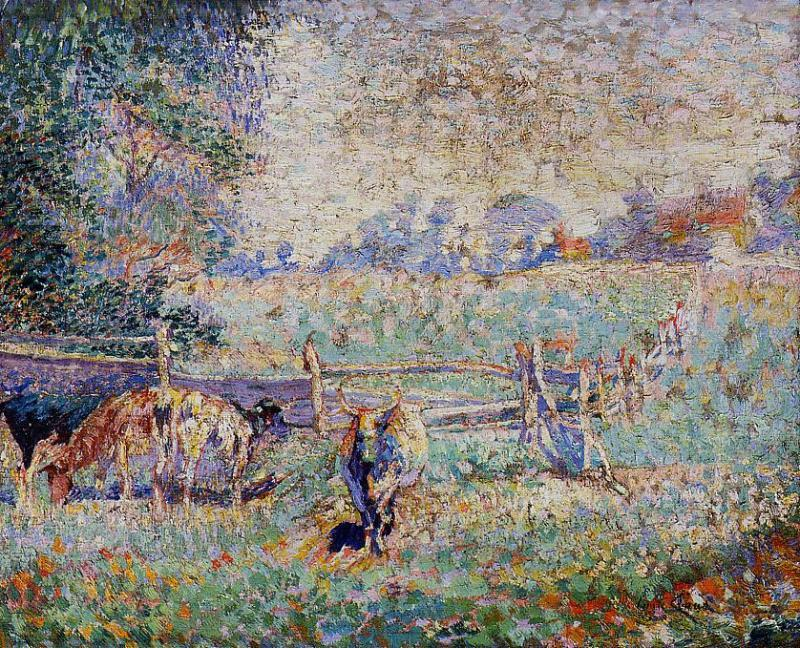
Корови на пасовищі
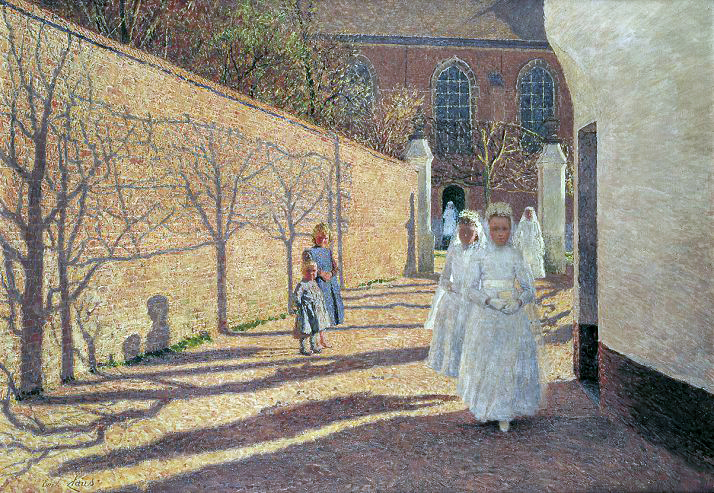
Перше причастя
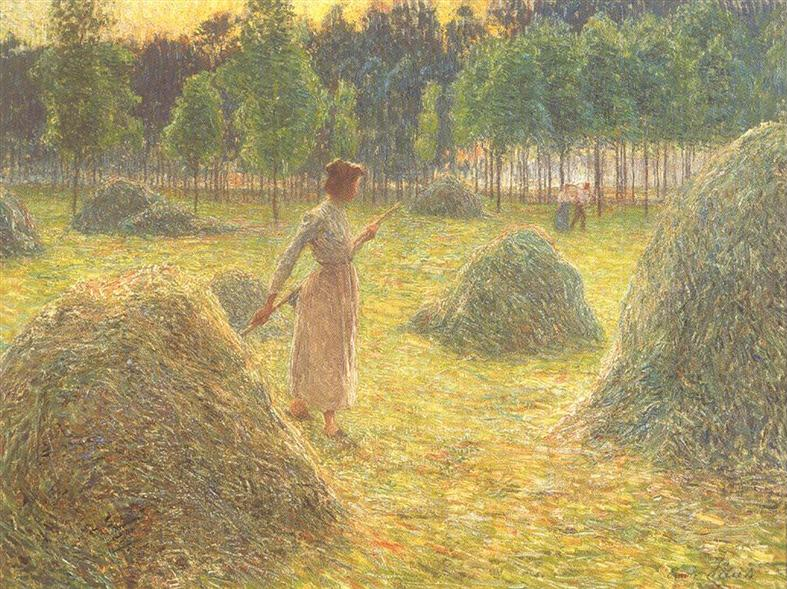
Прибирання сіна
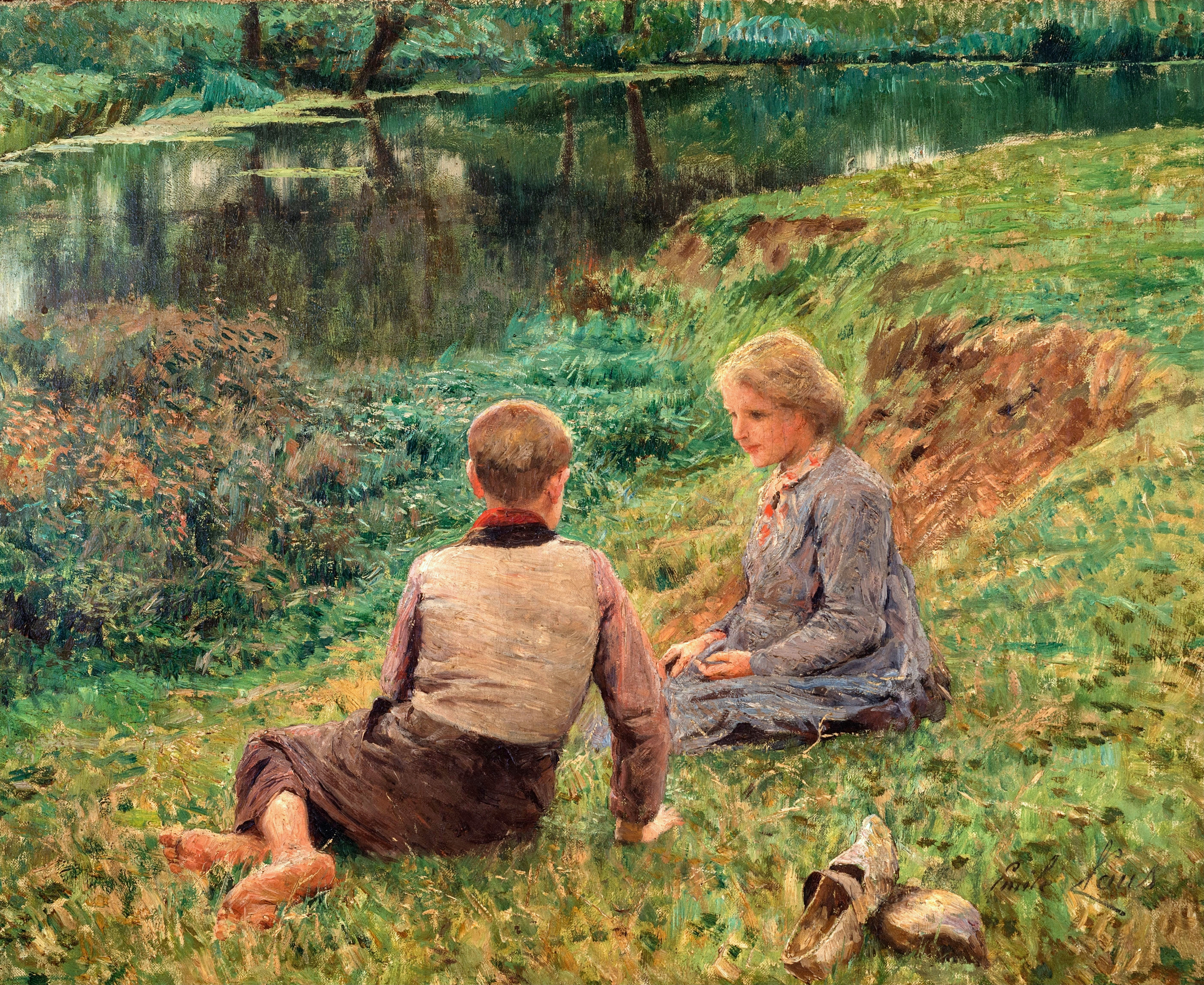
Діти в полі
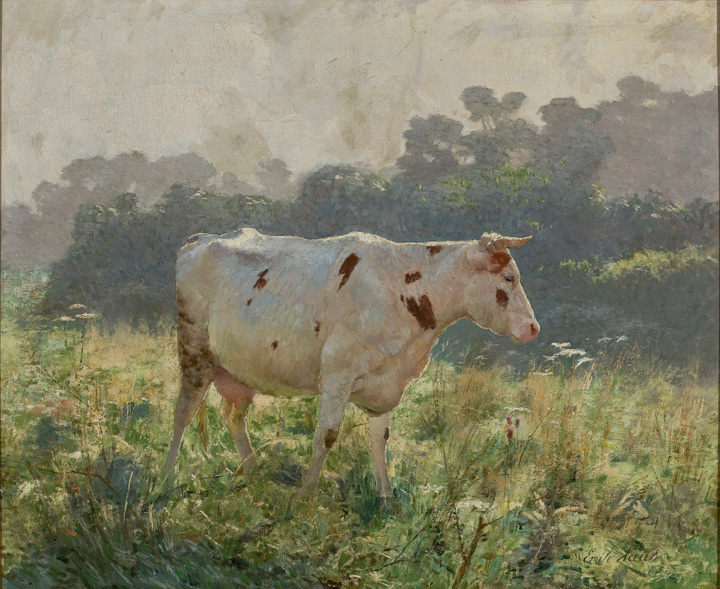
Корова